# Ochódno
Ochódno [ɔˈxudnɔ] (en alemán: Achodden; 1938-45: Neuvölklingen) es un pueblo ubicado en el distrito administrativo de Gmina Szczytno, dentro del Condado de Szczytno, Voivodato de Varmia y Masuria, en Polonia del norte. Se encuentra aproximadamente a 7 kilómetros al noreste de Szczytno y a 41 kilómetros al sureste de la capital regional Olsztyn.
El pueblo tiene una población de 20 habitantes.